# کاوشگر گرانش ای
کاوشگر گرانش A ( یا GP-A ) (به انگلیسی: Gravity Probe A) یک آزمایش فضایی با هدف آزمودن نظریهٔ نسبیت عام بود که به طور مشترک توسط ناسا و رصدخانهٔ اخترفیزیکی اسمیتسونین انجام شد. طی این آزمایش٬یک میزر هیدروژن بسیار دقیق ٬ برای سنجش تغییر آهنگ گذر زمان در شرایط گرانش ضعیف‌تر ٬ به فضا فرستاده‌شد.
کاوشگر در ۱۸ ژوئن ۱۹۷۶ توسط یک موشک Scout پرتاب شد و به مدت ۱ ساعت و ۵۵ دقیقه در فضا باقی‌ماند. پس از آن ٬طبق برنامه ٬ به درون اقیانوس آرام سقوط کرد و منهدم شد.

## روش آزمایش
کاوشگر صد کیلوگرمی GP-A ٬ حامل یک میزر هیدروژن بود که در طول آزمایش فعال شد و یک تکرارکننده ریزموج برای اندازه‌گیری انتقال دوپلر سیگنال میزر نیز تعبیه شده بود. ماهواره تقریباً عمودی پرتاب گردید تا بیشترین تغییر را در گرانش دیده شده در چارچوب میزر ایجاد کند٬ و به ارتفاع ۱۰٬۰۰۰ کیلومتری رسید.در این شرایط نسبیت عام پیش‌بینی می‌کند که آهنگ گذر زمان باید به مقدار چهار و نیم قسمت در ۱۰ میلیارد قسمت ٬ سریع‌تر از روی زمین باشد.
طبق آنچه در همان سال اعلام گردید٬ روش به کار گرفته شده٬ دقت کافی برای ثبت چنین تغییرات ناچیزی را دارا بود.

## نتیجه
نتیجهٔ آزمایش ٬ پیش‌بینیِ نسبیت عام را٬ تا دقت ۷۰ جزء در میلیون تأیید نمود.